# Coelogyne clemensii
Coelogyne clemensii é uma espécie de orquídea epífita, família Orchidaceae, originária de Sabah, em Borneu, da qual existem três variedades: clemensii, angustifolia e longiscapa.